# 钱朝鼎
錢朝鼎（？—？），字禹九，號黍谷，蘇州府常熟縣人，清朝政治人物。

## 生平
順治四年（1647年）丁亥科進士，榜姓唐。授刑部主事，歷員外郞、郎中，升廣東提學，轉浙江按察使，升左副都御史。曾与錢謙益发生兴福寺鹤如法师去留的争执。康熙三年（1664年）钱谦益病逝，钱朝鼎主使钱谦光、钱曾，向柳如是逼索三千两黄金，查封红豆莊。是年六月二十八日柳如是吮血立下遗嘱，解腰间孝带悬梁自尽。官至太常卿。善画兰竹，得法于孙克宏。著有《三满楼集》。